# Сафронов, Павел Алексеевич
Павел Алексеевич Сафронов (29 марта 1989 года, Сыктывкар) — российский журналист, общественник, блогер, главный редактор газеты «Твоя параллель».

## Биография
- Родился 29 марта 1989 года в Сыктывкаре в семье преподавательницы и рабочего. Второй ребёнок в семье.
- 2001 — поступил в Лицей народной дипломатии в Сыктывкаре, ушел с учёбы в 9 классе, переехав в Москву.
- 2004—2005 жил в Москве, где экстерном закончил 10 и 11 классы, вернулся в Сыктывкар.
- 2006—2009 — учёба в Сыктывкарском государственном университете на кафедре Политической теории и политического управления. На третьем курсе забрал документы из университета.
- Май 2008 — Октябрь 2008 — жил в США (штат Мэн).
- 2008—2010 — корреспондент независимой газеты «Красное знамя».
- 2010 — начинает вести активную общественную и правозащитную деятельность. Организатор и участник публичных акций, митингов, пикетов. Организатор «Стратегии-31» в Сыктывкаре. Ездит на публичные акции в Москву.
- 10 декабря 2011 — после трех дней слежки был задержан уголовным розыском и этапирован на призывной пункт в Княжпогост, откуда должен был отправлен на срочную службу в армию. Из Княжпогоста возвращен домой.
- 1 апреля 2012 года вступил в должность главного редактора и руководителя республиканской газеты «Твоя параллель».
- 7 мая 2014 года Сыктывкарским городским судом был признан виновным в уклонении от службы в армии, получив штраф в размере 150.000 рублей. Вину свою не признал[1].
- В конце 2014 года создал филиал фонда «Городские проекты» в Санкт-Петербурге[2][3], который и возглавлял с 3 декабря 2014 по январь 2016. Среди причин назначения Сафронова сооснователь организации Максим Кац называл успешное руководство Сыктывкарским филиалом «ГП»[4][5].

## Известность
Первый раз стал известен на федеральном уровне благодаря возбужденному против него уголовному делу по оскорблению должностного лица (Премьер-министра России В. В. Путина) и своей жалобе в прокуратуру, которая быстро стала интернет-мемом. Вскоре уголовное дело было закрыто.